# Nätraälven Skog

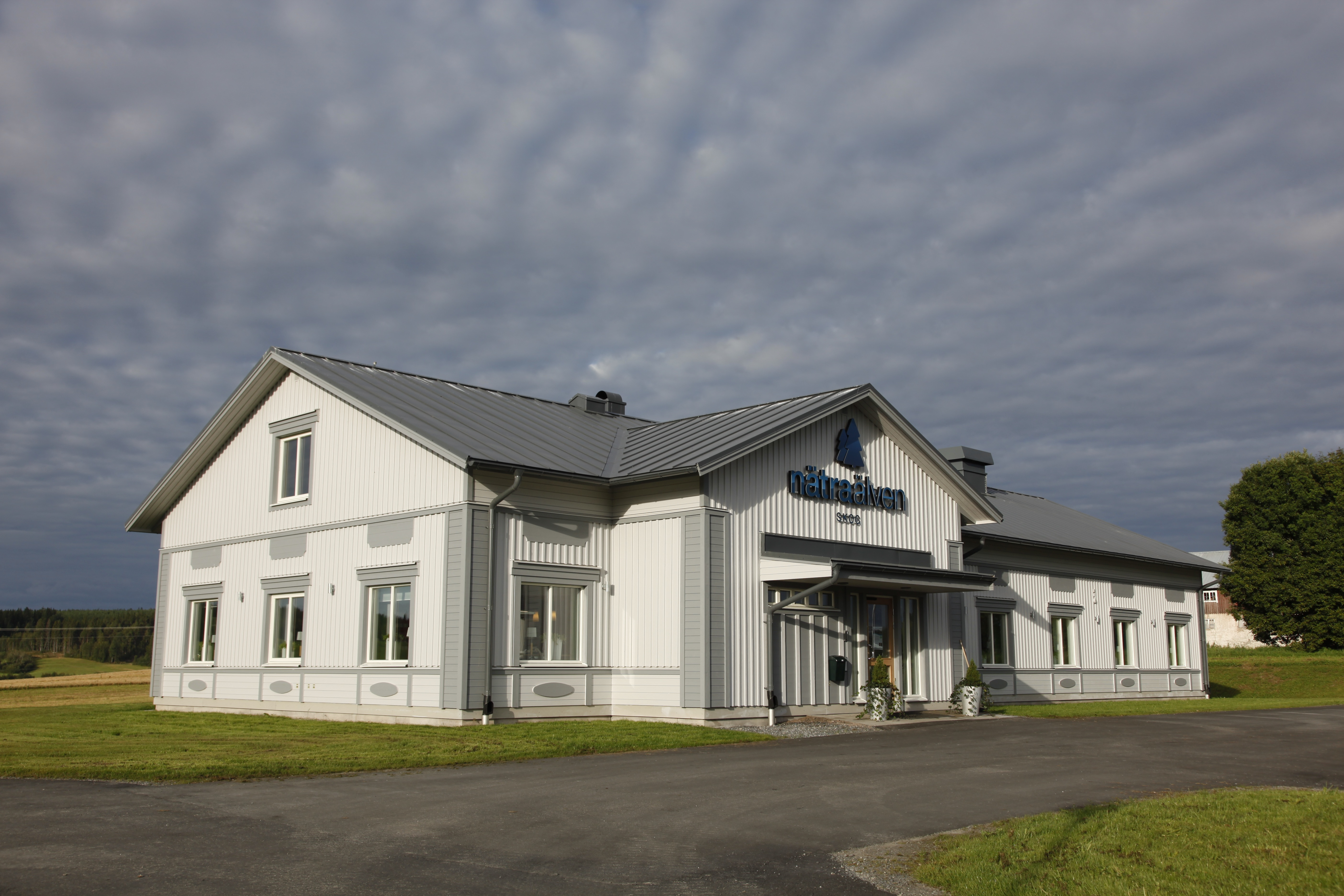
Föreningens kontor i Sidensjö. Mitt i hjärtat av verksamhetsområdet.

Nätraälven Skog är en skogsägarförening med säte i Sidensjö i Örnsköldsviks kommun. 
Föreningen bildades 1923 som virkesförsäljningsförening med verksamhet längs Nätraåns dalgång. Föreningen är Sveriges äldsta skogsägarförening. År 2001 var föreningen en av tre fristående skogsägarföreningar. 2013 återstår Nätraälven Skog och Västra Värmlands och Dals skogsägarförening som fristående skogsägarföreningar från Lantbrukarnas riksförbund. 
2010 byggdes ett nytt kontor invid Sidensjö-sparbank för att kunna utöka verksamheten och bibehålla positionen som obunden aktör på virkesmarknaden. 2018 har föreningen över 1100 medlemmar med verksamhet i Örnsköldsviks kommun och Kramfors kommun med omnejd.